# Тасане, Прийт
Прийт Тасане (эст. Priit Tasane; род. 16 ноября 1964[…], Пярну) — эстонский гребец, выступавший за сборную Эстонии по академической гребле в первой половине 1990-х годов. Многократный победитель и призёр первенств национального значения, участник летних Олимпийских игр в Барселоне.

## Биография
Прийт Тасане родился 16 ноября 1964 года в городе Пярну Эстонской ССР. Начал заниматься академической греблей ещё будучи школьником, проходил подготовку в местном спортивном клубе «Дюнамо». По окончании Пярнуской средней школы № 1 в 1983 году выступал на крупных соревнованиях, в 1984 году выполнил норматив мастера спорта. В разное время был подопечным таких специалистов как Тийт Хелмя, Михкель Леппик, Матти Киллинг, Пеетер Соннтак.
Впервые заявил о себе в гребле на международном уровне в сезоне 1991 года, когда вошёл в основной состав эстонской национальной сборной и благодаря череде удачных выступлений удостоился права защищать честь страны на летних Олимпийских играх в Барселоне. Вместе с напарником Романом Лутошкиным в парных двойках благополучно преодолел предварительный квалификационный этап и полуфинальную стадию, а в решающем финальном заезде финишировал четвёртым.
После барселонской Олимпиады Тасане остался действующим спортсменом и продолжил принимать участие в крупнейших международных регатах. Так, в 1993 году он отметился выступлением на чемпионате мира в Рачице, где в программе парных двоек занял итоговое 14-е место.
В 1994 году в парных двойках показал 17-й результат на чемпионате мира в Индианаполисе.
В 1995 году в той же дисциплине был 21-м на чемпионате мира в Тампере и на том завершил спортивную карьеру.
В общей сложности в период 1982—1997 годов Прийт Тасане 29 раз становился чемпионом Эстонии в разных гребных дисциплинах.
Окончил факультет физического воспитания Тартуского университета, проявил себя на тренерском поприще.